# Rosen (film fra 1907)
|  | Denne artikel er oprettet af botten Steenthbot ud fra en ekstern database. Den kan derfor have sproglige fejl eller mangler. Denne skabelon kan fjernes efter kontrol af indholdet. |

 For alternative betydninger, se Rosen. (Se også artikler, som begynder med Rosen)
Rosen er en dansk stumfilm fra 1907 instrueret af Viggo Larsen.

## Medvirkende
- Gustav Lund, Kongen
- Viggo Larsen, Frier
- Robert Storm Petersen
- Viking Ringheim, Frier
- Clara Nebelong